# 花美ひな
花美 ひな（はなみ ひな、1988年12月20日 - ）は、日本のAV女優。RIZE-CUBIC所属。

## 略歴
2009年3月「現役マルチアイドル　花美ひなAV進出!!」でアリスJAPANよりAVデビュー。

## 人物
- 趣味：料理、散歩
- 特技：洋服作り

## 作品

### イメージビデオ
2008年
- Hina (2008年9月13日、ゴマブックス)
- Flower (2008年11月21日、竹書房)

### アダルトビデオ
2009年
- 現役マルチアイドル　花美ひなAV進出!!（3月13日、アリスJAPAN）
- グラビアアイドル 花美ひな 解禁（4月16日、MAXING）
- 現役マルチアイドルのエロいカラダ 花美ひな（5月8日、アリスJAPAN）
- 初夏 妹と…。（6月16日、MAXING）
- 花美ひな、本日性感開発します。（7月10日、アリスJAPAN）
- Virtual Hina!（8月16日、MAXING）
- アリスJAPAN専属女優 花美ひなの超高級ソープ!（9月11日、アリスJAPAN）
- 私立巨乳学園物語（10月16日、MAXING）
- ナースのお掃除（11月13日、アリスJAPAN）
- ひながたっぷり淫語でイカせてあげる。（12月16日、MAXING）

2010年
- 出会って6秒で合体（1月8日、アリスJAPAN）
- 時は来た！時代は柔肌巨乳系（2月16日、MAXING）
- 柔らか～い ひなパイデビュー 92cmHcup 花美ひな（4月19日、OPPAI）
- 92cm&Hcupの爆乳女教師が優しく中出し授業（5月19日、OPPAI）
- 花美ひな the BEST（6月16日、マキシング）
- 爆乳ナースのパイズリ看護 花美ひな（6月19日、OPPAI）

## 出演

### テレビ
- 吉沢明歩×○○（2009年5月9日、エンタ!371）[1]

- 遠藤淳（2009年9月25日、テレビ東京系）…範田紗々、紅音ほたる、かすみりさ、希崎ジェシカと共にゲスト出演